# Chiesa di Sant'Agnese (Arezzo)
La chiesa di Sant'Agnese è una chiesa di Arezzo.

## Storia e descrizione
La chiesa è una delle quattro che si trovavano sul cardine massimo dell'Arezzo romana, di cui due ancora esistenti e due, Sant'Andrea e San Giustino, sono scomparse.
La sua esistenza è documentata nel 1025. Costruita in epoca altomedievale e rinnovata in età romanica, la chiesa è stata completamente alterata nel corso del Seicento e Settecento, per essere poi restaurata nel 1932 su progetto dell'architetto Giuseppe Castellucci. Le parti antiche della facciata risalgono al XIII secolo.
Internamente la chiesa è ad unica navata e sono conservate una Gloria di Sant'Agnese di Angelo Ricci (1802), oltre ad una tela di Domenico Ermini raffigurante la santa e datata 1731.